# Rada Reprezentantów (Irak)

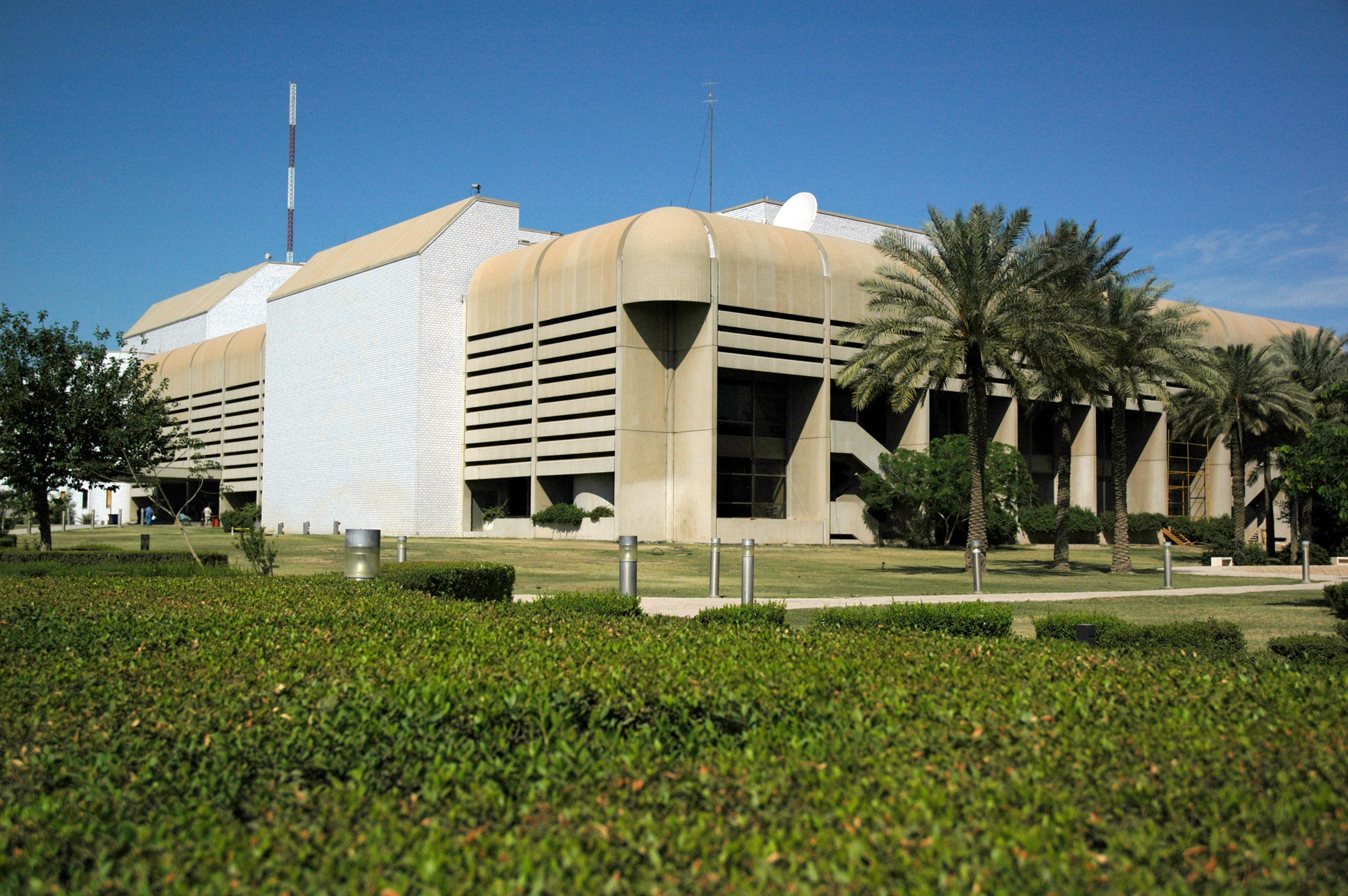
Siedziba Rady Reprezentantów w Bagdadzie

Rada Reprezentantów Iraku (arabski: مجلس النواب العراقي, Majlis an-Nuwwāb al-ʿIrāqiyy، kurdyjski: ئه‌نجومه‌نی نوێنه‌رانی عێراق، Encumena Nûnerên Êraq) – jednoizbowy parlament Iraku, złożony z 328 deputowanych, funkcjonujący na podstawie konstytucji z 2005.

## Historia
W czasach rządów Saddama Husajna, zgodnie z konstytucją z 1970, najwyższym organem władzy ustawodawczej było Zgromadzenie Narodowe, wybierane w wyborach bezpośrednich na 4-letnią kadencję. Wybory nie odbywały się jednak w konstytucyjnych terminach. Pierwsze zorganizowane zostały dopiero w 1979, kolejne w 1984, 1989, 1996 oraz w 2000. W każdych z nich zwyciężała rządząca Partia Baas.
W lipcu 2003, po wybuchu II wojny w Zatoce Perskiej i odsunięciu od władzy Saddama Husajna przez międzynarodową koalicję, w Iraku powołana została przejściowa administracja cywilna pod postacią Irackiej Rady Zarządzającej. W marcu 2004 rada zarządzająca przyjęła tymczasową konstytucję, zgodnie z którą miały odbyć się wybory do Tymczasowego Zgromadzenia Narodowego, którego zadaniem miało być opracowanie pełnej konstytucji Iraku, określającej ustrój kraju.
Wybory do Tymczasowego Zgromadzenia Narodowego odbyły się 30 stycznia 2005. W sierpniu 2005 zgromadzenie uchwaliło tekst konstytucji Iraku, który w październiku 2005 został również przyjęty w ogólnokrajowym referendum. Zgodnie z nową konstytucją, 15 grudnia 2005 przeprowadzone zostały pierwsze wybory do Rady Reprezentantów. Kolejne wybory parlamentarne odbyły się w marcu 2010, kwietniu 2014 oraz w maju 2018.

## Wybór i skład
Rada Reprezentantów składa się z 328 deputowanych, spośród których 320 wybieranych jest w wyborach bezpośrednich w głosowaniu proporcjonalnym. Pozostałe 8 mandatów przydzielonych jest do mniejszości etnicznych i religijnych (5 dla chrześcijan oraz po 1 dla Sabejczyków, Szabaków i Jezydów). Kadencja Rady Reprezentantów trwa cztery lata. Jej siedziba znajduje się w Bagdadzie, w Zielonej Strefie.
Czynne prawo wyborcze przysługuje wszystkim obywatelom Iraku w wieku co najmniej 18 lat, zarejestrowanym w spisie wyborców. Bierne prawo wyborcze posiadają obywatele w wieku co najmniej 30 lat oraz posiadający dyplom ukończenia szkoły wyższej. Ponadto kandydować na urząd deputowanego nie mogą osoby: objęte ustawą debasyfikacyjną, skazane za zbrodnię przeciwko honorowi, nielegalnie wzbogacone majątkiem skarbu państwa oraz członkowie sił zbrojnych.
Zgodnie z ordynacją wyborczą, kraj podzielony jest na 18 okręgów wyborczych, odpowiadających prowincjom. Przy podziale mandatów stosowana jest metoda Sainte-Laguë. Na każdej z list wyborczych, na troje kandydatów musi przypadać co najmniej jedna kobieta. Natomiast przy podziale mandatów, na każdych czterech wybranych kandydatów, również musi przypadać co najmniej jedna kobieta, co gwarantuje feminizację Rady na poziomie co najmniej 25%.

## Kompetencje
Do kompetencji Rady Reprezentantów należy: stanowienie prawa federalnego, monitorowanie działań władzy wykonawczej, ratyfikacja umów międzynarodowych, a także wybór prezydenta Iraku na czteroletnią kadencję. Ponadto Rada zatwierdza nominacje: prezesa i członków Federalnego Sądu Kasacyjnego, przewodniczącego Komisji Nadzoru Sądowego, prokuratora generalnego, ambasadorów, szefa sztabu armii oraz szefów służb wywiadowczych.
Zgodnie z konstytucją z 2005, władza ustawodawcza w Iraku należy do Rady Reprezentantów oraz Rady Federacji. Zgodnie z przepisami konstytucji, powołanie Rady Federacji, która ma składać się z przedstawicieli regionów, jej kompetencje i skład, mają być określone przez Radę Reprezentantów, większością 2/3 głosów. Przepis ten nie został wykonany i Rada Federacji pozostaje instytucją martwą.